# Manon Lescaut (roman)

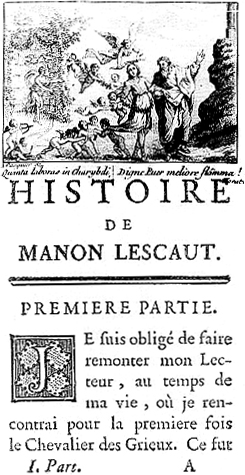
Förstasidan till 1753 år utgåva av Manon Lescaut

Manon Lescaut eller L'Histoire du chevalier des Grieux et de Manon Lescaut är titeln på en roman av den franske författaren Antoine François Prévost (Abbé Prévost). Den publicerades 1731 som den sjunde och sista volymen i samlingen Mémoires et aventures d'un homme de qualité.

## Sammanfattning
Romanen utspelar sig i Frankrike och Louisiana i början av 1700-talet och kretsar kring hjälten Chevalier des Grieux och hans älskade, kokotten Manon Lescaut. Des Grieux kommer ifrån en nobel jordägarsläkt, men han mister sin möjlighet att ärva familjens förmögenhet när han rymmer med Manon. I Paris lever det unga kärleksparet lyckliga tillsammans, samtidigt som des Grieux anstränger sig för att tillfredsställa Manons krav på ett liv i överflöd och lyx. Han skrapar ihop pengar genom att låna från sin orubbligt trofasta vän Tiberge samt genom att lura spelare. Vid ett flertal tillfällen förlorar des Grieuxs stora summor, genom rån, brand och andra olyckor, vilket leder till att Manon lämnar honom för en rikare man då hon inte kan tänka sig att leva i armod.
Kärleksparet bosätter sig dock till slut i New Orleans, där avsaknaden av klasskillnader låter dem leva i idyllisk frid under en tid. När des Grieux berättar för guvernören att de inte är gifta, och därpå ber om att få äkta henne, får guvernörens brorson upp ögonen för Manon och bestämmer sig för att vinna henne. I desperation utmanar des Grieux guvernörens brorson i en duell och slår honom medvetslös. De tror att brosonen är död och fruktar vedergällning, vilket leder till att de flyr New Orleans in i Louisianas vildmarker där de hoppas stöta på en engelsk bosättning. Manon dör av utmattning följande morgon och efter att des Grieux har begravt henne återvänder han till Paris för att bli präst.

## Opera och balett
Historien om des Grieux och Manon har inspirerat till ett antal baletter och operor.
- Manon Lescaut (1856) av den franske tonsättare Daniel-François-Esprit Auber
- Manon Lescaut (1893) av den italienske tonsättaren Giacomo Puccini[1]
- Manon (1884) av den franske tonsättaren Jules Massenet[1]
- Boulevard Solitude av den tyske komponisten Hans Werner Henze
- Baletten Manon (1974) av den brittiske koreografen Sir Kenneth MacMillan
- Lescaut (1940) av den tjeckiske poeten och pjäsförfattaren Vitězslav Nezval